# Нанні ді Банко
Нанні ді Банко (італ. Nanni di Banco, близько 1384, Флоренція —  13 лютого 1421) — італійський скульптор «флорентійської школи».
Разом з Донателло вважається одним з головних майстрів епохи Відродження. Нанні ді Банко згадується у монументальній праці Джорджо Вазарі «Життєписи найзнаменитіших живописців, скульпторів та архітекторів» (італ. Le Vite de'piu eccelenti Pittori, Scultori e Architetti).

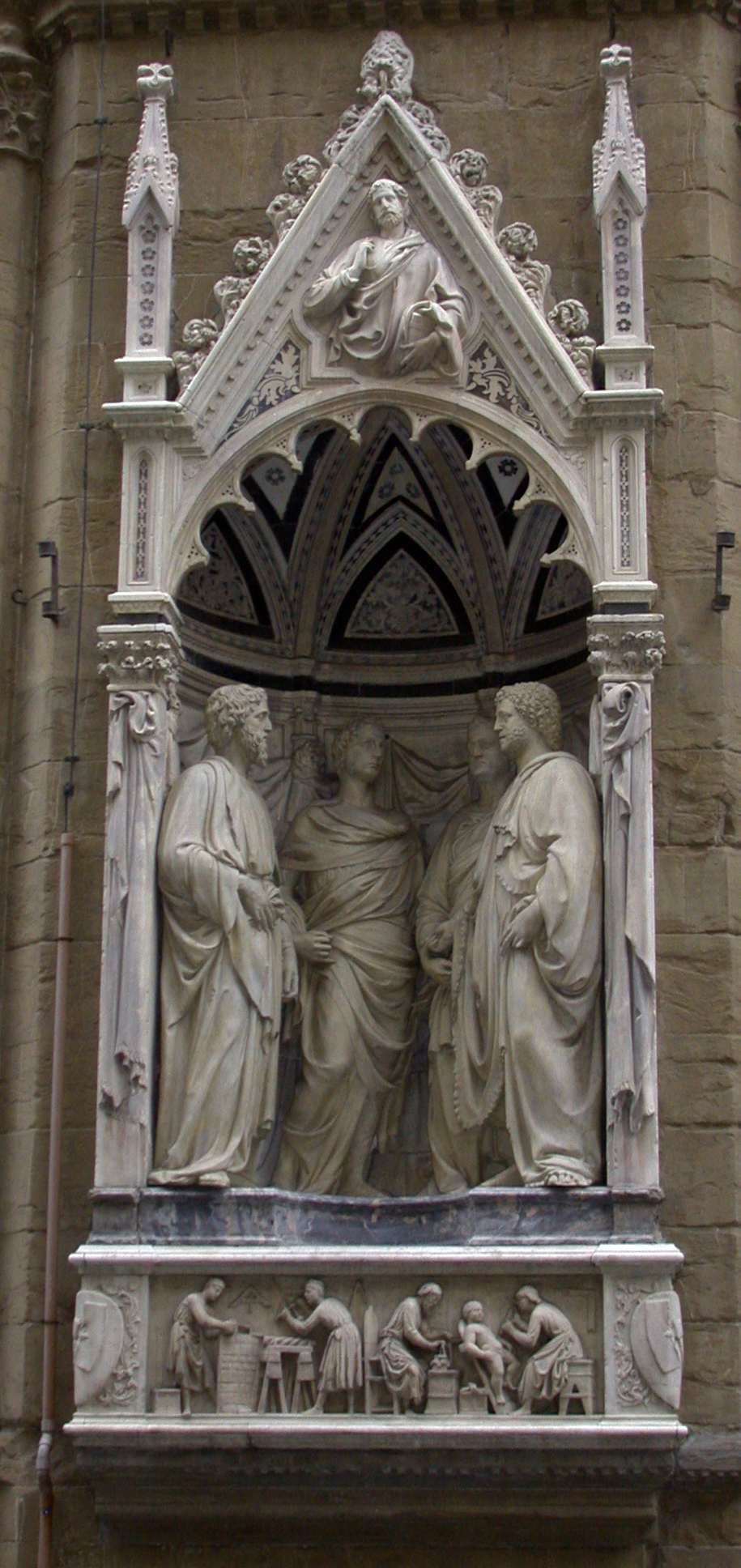
Скульптура чотирьох Святих, увінчаних коронами, Нанні ді Банко, Орсанмікеле (близько 1408-13)

Нанні ді Банко належить авторство скульптурних зображень чотирьох Святих, увінчаних коронами, в одній з ніш Орсанмікеле, створених після 1413 року.